# Incarvillea semiretschenskia
Incarvillea semiretschenskia là một loài thực vật có hoa trong họ Chùm ớt. Loài này được (B.Fedtsch.) Grierson mô tả khoa học đầu tiên năm 1961.